# 黃得貴
黃得貴（1559年4月19日—1607年），號冲宇，四川邛州人，明朝政治人物。

## 生平
萬曆四年（1576年）丙子科四川鄉試舉人，萬曆十七年己丑科易四房會試中式，殿試成三甲一百卅三名進士，工部觀政，庚寅十二月授江西峽江縣知縣，二十五年丁酉升戶部主事，二十七年己亥丁憂，三十年壬寅補工部主事，三十四年丙午升常州府知府，三十五年丁未卒。

## 家族
曾祖黄鵬；祖黄琮，舉人；父黄啓。